# Alchemilla diversipes
Alchemilla diversipes är en rosväxtart som beskrevs av Sergei Vasilievich Juzepczuk. Alchemilla diversipes ingår i släktet daggkåpor, och familjen rosväxter.

## Underarter
Arten delas in i följande underarter:
- A. d. alexandri
- A. d. laxiflora